# Thomas Vincent (rugby à XV)
Pour les articles homonymes, voir Thomas Vincent et Vincent (patronyme).

a Compétitions nationales et continentales officielles uniquement.

b Matchs officiels uniquement.
Dernière mise à jour le 13 avril 2025.
Thomas Vincent, né le 21 juillet 1999, est un joueur français de rugby à XV jouant au poste de demi d'ouverture au Montpellier Hérault Rugby en Top 14.

## Biographie
Formé à Monflanquin, dans le Lot-et-Garonne, Thomas Vincent rejoint le SU Agen en 2015. Il joue tout d'abord avec les équipes de jeunes puis dispute ses premiers matchs professionnels en Top 14 lors de la saison 2017-2018 au poste de demi d'ouverture.
En manque de temps de jeu, il est cependant prêté au club du Stade aurillacois lors de la saison 2020-2021 de Pro D2. Revenu dans le club agenais qui, relégué, évolue désormais en Pro D2, il réalise tout d'abord un retour décevant mais il y gagne ensuite une place de titulaire,. 
La presse révèle en mai 2024 que le joueur est en contact avec le Montpellier Hérault Rugby. Sa venue est officialisée en juillet suivant par le club montpelliérain.